# Pristimantis coronatus
Pristimantis coronatus är en groddjursart som beskrevs av Lehr och William Edward Duellman 2007. Pristimantis coronatus ingår i släktet Pristimantis och familjen Strabomantidae. IUCN kategoriserar arten globalt som otillräckligt studerad. Inga underarter finns listade i Catalogue of Life.